# Korana (żupania karlowacka)
Korana – wieś w Chorwacji, w żupanii karlowackiej, w gminie Rakovica. W 2011 roku liczyła 18 mieszkańców.